# 百官烈士祠堂
百官烈士祠堂，位于河北省邯郸市武安城西17.5公里的百官村南。是为纪念抗日战争中牺牲的烈士于1946年3月建筑的，共有烈土纪念碑49块，立祠纪念碑1块。
1995年8月7日，被公布为邯郸市第一批市级文物保护单位。